# Unprisoned
Unprisoned (Abuelo y convicto en España y Fuera de prisión en Hispanoamérica) es una serie de televisión web estadounidense de comedia dramática, creada por Tracy McMillan, estrenada en Hulu el 10 de marzo de 2023. Está protagonizada por Kerry Washington y Delroy Lindo, y es producida por Onyx Collective.

## Sinopsis
Inspirada en la vida de Tracy McMillan, «UnPrisoned» es una comedia de media hora sobre una terapeuta sentimental desordenada pero perfeccionista y madre soltera (Kerry Washington) cuya vida da un vuelco cuando su padre (Delroy Lindo) sale de la cárcel y se muda con ella y su hijo adolescente.

## Elenco y personajes

### Principales
- Kerry Washington como Paige Alexander
  - Jordyn McIntosh como Paige (pequeña)
- Delroy Lindo como Edwin Alexander
- Marque Richardson como Mal
- Faly Rakotohavana como Finn

### Recurrente
- Brenda Strong como Nadine
- Jee Young Han como Esti
- Edwin Lee Gibson como Fox
- Tim Daly como Bill

## Episodios
| N.º | Título                          | Dirigido por   | Escrito por                   | Fecha de lanzamiento original |
| --- | ------------------------------- | -------------- | ----------------------------- | ----------------------------- |
| 1   | «Repetition Compulsion»         | Kevin Bray     | Tracy McMillan                | 10 de marzo de 2023           |
| 2   | «How to Be a Main Bitch»        | Shiri Appleby  | Tracy McMillan                | 10 de marzo de 2023           |
| 3   | «Are You My Mother Wound?»      | Shiri Appleby  | Yvette Lee Bowser & Lane Lyle | 10 de marzo de 2023           |
| 4   | «In Dad We Distrust»            | Nastaran Dibai | Lauren Caltagirone            | 10 de marzo de 2023           |
| 5   | «F**k Normal»                   | Nastaran Dibai | Miguel Nolla                  | 10 de marzo de 2023           |
| 6   | «Nigrescence»                   | Numa Perrier   | Peter Saji                    | 10 de marzo de 2023           |
| 7   | «Unavailably Available»         | Nastaran Dibai | Jen Braeden & Tracy McMillan  | 10 de marzo de 2023           |
| 8   | «It's About Who You Want to Be» | Pete Chatmon   | Tracy McMillan                | 10 de marzo de 2023           |

## Lanzamiento
Unprisoned se estrenó el 10 de marzo de 2023 en Hulu en los Estados Unidos, y a nivel internacional en Disney+ Star. En Hispanoamérica, se estrenó el 29 de marzo de 2023 en Star+.

## Recepción

### Respuesta crítica
En el sitio web del agregador de reseñas Rotten Tomatoes, la serie tiene un índice de aprobación del 92%, basándose en 13 reseñas con una calificación media de 7,30/10. El consenso de la crítica dice: «Una comedia ágil con temas de peso a cuestas, UnPrisoned permite a Kerry Washington y Delroy Lindo rebotar el uno contra el otro con un efecto delicioso». En Metacritic, tiene una puntuación media ponderada de 75 sobre 100 basada en 8 reseñas, lo que indica «reseñas generalmente favorables».
Daniel D'Addario de Variety, alabó las interpretaciones de Kerry Washington y Delroy Lindo y elogió la dinámica entre los personajes, calificando a la serie como una «historia familiar con auténtico corazón». Kristen Baldwin de Entertainment Weekly le dio a la serie una B+, escribiendo: «La temporada de ocho episodios sigue un camino bastante predecible, y algunos de los vuelos de fantasía de Paige resultan más tontos que divertidos. (Sus charlas con «la pequeña Paige» funcionan en gran medida, sin embargo, porque McIntosh es una pequeña comediante feroz). Dejando a un lado las objeciones, UnPrisoned es el tipo de programa que sigue siendo una rareza en televisión: Una comedia íntima y sincera sobre la experiencia de una familia negra». Angie Han de The Hollywood Reporter, aplaudió las interpretaciones de Kerry Washington y Delroy Lindo y describió la serie como «desordenada pero fascinante». Joel Keller de Decider, afirmó: «Las actuaciones ganadoras de Kerry Washington y Delroy Lindo hacen que UnPrisioned sea un programa divertido de seguir, a pesar del pesado tema intergeneracional que se explora en el programa».